# Rondo (1962.)
Rondo, kratki film redatelja i produkcijskog dizajnera Ivana Martinca.:131, 134, 137 Snimljen u produkciji Kino kluba Beograda. Film je u crno-bijeloj tehnici i mono zvuka. U filmu glume Tatjana Martinac, Borko Niketić, Mirjana Vukmirović i Mirjana Živković (srpska skladateljica).